# 아서 펜
아서 펜(Arthur Penn, 1922년 9월 27일~2010년 9월 28일)은 미국의 영화감독이자 제작자, 연극 연출가이다. 그의 60~70년대 작품은 비평가들의 극찬을 받고 있다.
그의 대표작은 1967년 개봉된 《우리에게 내일은 없다》(Bonnie and Clyde)이다. 이 영화는 1930년대 전설적 갱인 클라이드 배로와 보니 파커 두 연인의 이야기를 담고 있으며, 이를 통해 펜은 세계적인 감독 반열에 올랐다.
2009년 7월 그는 폐렴으로 입원했으며, 88번째 생일 다음날인 2010년 9월 28일 맨해튼에서 울혈성 심부전(congestive heart failure)로 사망했다.